# Buštěhrad
Buštěhrad è una città della Repubblica Ceca facente parte del distretto di Kladno, in Boemia Centrale.

## Monumenti e luoghi d'interesse
- Castello di Buštěhrad

## Comune gemellato
- Ledro, dal 2008